# Lugny (Saône-et-Loire)
Lugny település Franciaországban, Saône-et-Loire megyében. Lakosainak száma 848 fő (2022. január 1.). Lugny Grevilly, Bissy-la-Mâconnaise, Burgy, Chardonnay, Cruzille, Montbellet, Péronne, Saint-Gengoux-de-Scissé és Uchizy községekkel határos.

## Népesség
A település népességének változása:
| Lakosok száma | 894  | 897  | 975  | 875  | 863  | 859  | 855  | 852  | 848  |
|               | 2013 | 2015 | 2016 | 2017 | 2018 | 2019 | 2020 | 2021 | 2022 |